# 西河通徹
西河 通徹（にしかわ つうてつ、安政3年11月18日（1856年12月15日） - 昭和4年（1929年）9月29日）は、旧宇和島藩士のジャーナリスト。号は鬼城山人、鬼城。『海南新聞』を創刊して主筆を務め、旧制松山中学（現・愛媛県立松山東高等学校）校長などを歴任した。

## 経歴
父は藩校・明倫館の教授を務める藩士・西河謙一。二男にして、幼名は敬太郎。
伊予国に生まれ、藩校・明倫館及び上甲振洋の門に学び、大坂慶應義塾を経て、明治6年（1873年）に上京して三田の慶應義塾本校に入学。在学中から『朝野新聞』に投書を始め、明治9年（1876年）に讒謗律違反で入獄。出獄後に『海南新聞』を立ち上げて主筆となり、旧制松山中学校に校長として聘せられた。
愛媛県令関新平と対立したため明治13年（1880年）に松山中学を辞して上京し、『信濃新報』・『総房共立新聞』・『自由新聞』・『山形毎日新聞』・『秋田日報』等の記者及び主筆を歴任し、秋田県湯沢の麗澤舎で2年間教鞭を取ったのちに、京都の『中外電報』、『絵入朝野新聞』の記者を務め、明治22年（1889年）に大坂の『大坂公論』や後藤象二郎の『政論社』、『関西日報』を経て、明治24年（1891年）に『門司新報』の主筆。労働者保護の論陣を張り、転じて福岡の『福陵新報』に入り、進藤喜平太らと関係を持った。
明治28年（1895年）に『大阪朝日新聞』の特派従軍記者となって戦地に渡り、以後京城特派員として朝鮮にとどまること十数年。日露戦争から日韓併合までを取材し、朝鮮事情に精通して他の追随を許さざるものがあった。
朝日新聞を辞した後、しばらく京城に留まり、のち九州別府にて老を養いた。

## 著書
- 『汽車の発明 立志美談』（近代デジタルライブラリー）
- 『鉄道未来記 時事小説』
- 『露国虚無党事情』
- 『鬼城自叙伝 : 一題愚痴漫筆』